# 구자르

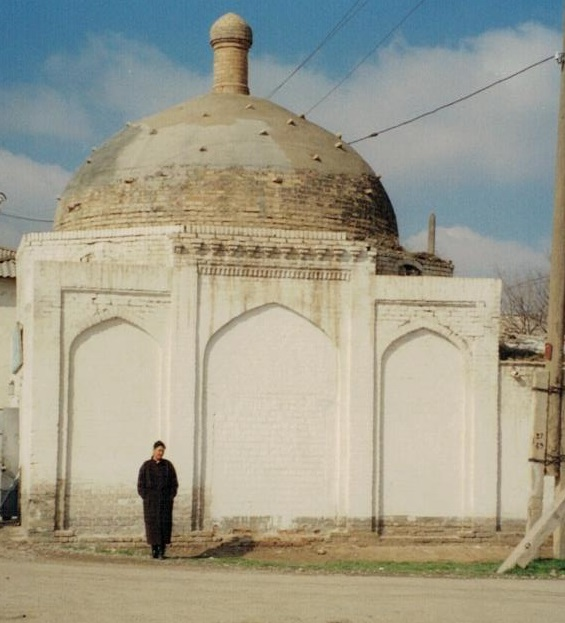

구자르(우즈베크어: G‘uzor, Ғузoр 구조르, 러시아어: Гузар)는 우즈베키스탄 카슈카다리야주의 도시로 인구는 22,700명(2005년 기준)이다.

## 인구
| 연도 | 인구   | ±% p.a. |
| ---- | ------ | ------- |
| 1979 | 13,033 | —       |
| 1989 | 17,253 | +2.84%  |
| 2000 | 21,300 | +1.93%  |
| 2016 | 24,500 | +0.88%  |